# Eiphosoma septentrionale
Eiphosoma septentrionale là một loài tò vò trong họ Ichneumonidae.